# ヘルマン・リーツ

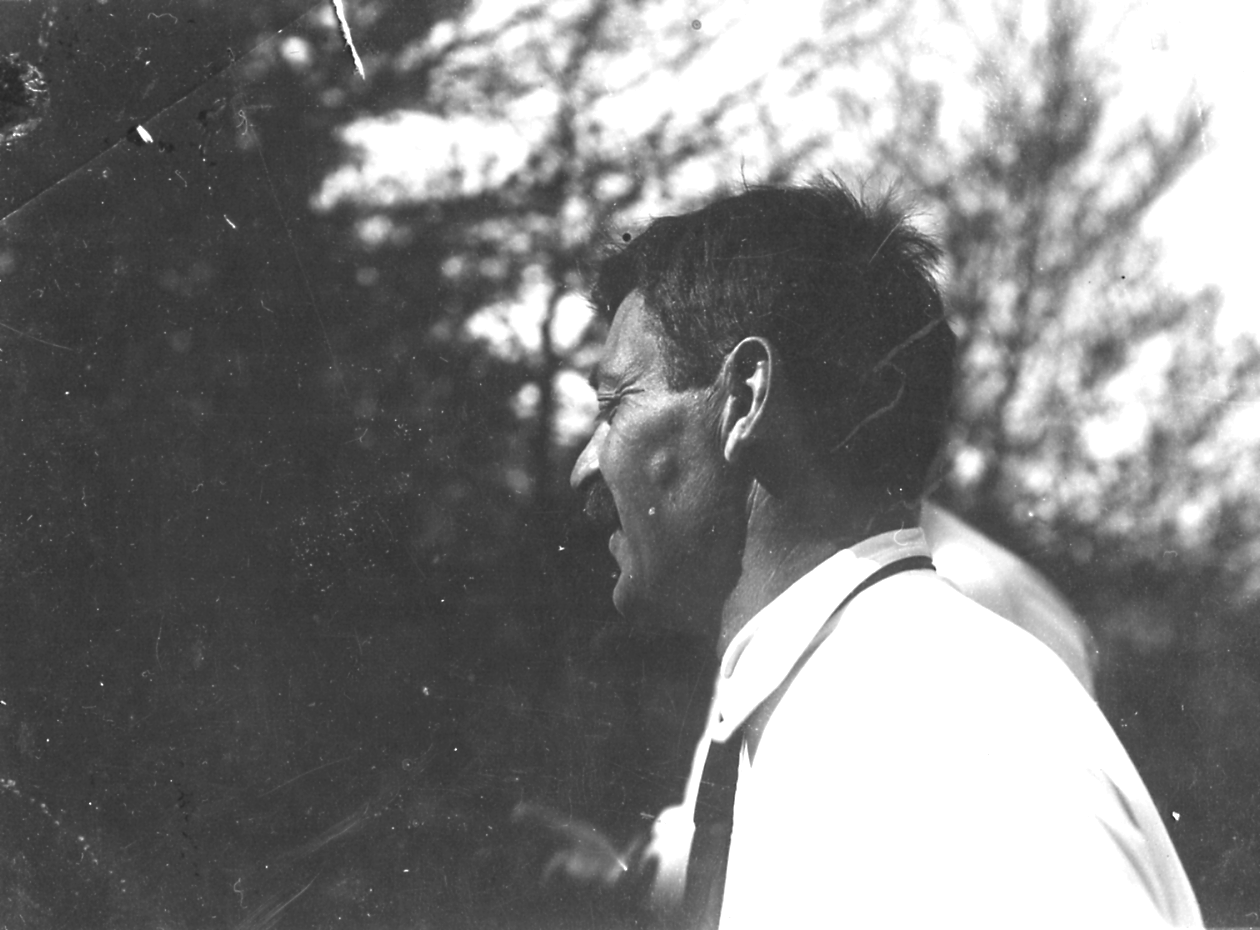
ヘルマン・リーツ

ヘルマン・リーツ（Hermann Lietz、1868年4月28日 - 1919年6月12日）は、ドイツの改革教育学者。田園教育舎運動の創始者。

## 生涯・人物
リューゲン島のドゥムゲンヴィッツに生まれる。ヘルマン・リーツの父は、グラスフヴァルトからここで農業をやりたくて移ってきた農夫で、彼自身動物や自然に囲まれて、それらの世話をするのに慣れていた。周囲から好感を得て、徐々に小役人の仕事を与えられるようになる。彼は五男四女の九人兄弟姉妹の八男、男子では五男になる。グライフスヴァルトのギムナジウムに進み、のちにシュトラールズントの学校に変わった。アルコールとタバコは一切たしなまず、グライフスヴァルトでの「教室がまるで居酒屋状態の悪習」に全くやる気のない教師に辟易して、周囲から引きこもったような学生生活を過ごした。
1888年、リーツはハレ大学で、このような社会で人心の宗教的な教育を志し、神学を専攻しようと、合わせて哲学、歴史とドイツ文学を学び始めたが、満足できる師に巡り会えず、1891年/92年の冬学期にイエナ大学に移ったが、そこでも同様。ただし、哲学者のルドルフ・オイケンに感銘を受け、彼を生涯の師と仰ぐ。大学生活の終わりまで過ごす。彼は最終的には哲学博士として学業を終えた。大学時代、彼は政治思想家のパウル・ド・ラガルドに出会い、彼が終生彼の手本となった。ラガルドは、当時人気のあった思想家で、反ユダヤ主義、ドイツ人によるドイツ精神の復興を呼びかけていた。彼の考え方は、ドイツ青年運動やヒトラーにも影響を及ぼした。ラガルドは、当時亡くなった直後で、その著作を通して、M・V・エギィディ、シュレムプ、ヴェヒターを中心とする社会改良グループと交流を持つようになった。
1892年から彼は教師として教鞭をとるようになり、1896年/97年にはイングランドのアボッツホルムのセシル・レディの下に滞在したこともあり、改革教育学の教育改革について提起している問題とも真摯に取り組むようになる。そこから、1898年、ハルツ郡のイルゼンブルクに最初の田園教育舎を設立。さらに1901年にはテューリンゲンにヘルマン・リーツ学校（ヘルマン・リーツ学校ハウビンダ）、1904年には、ビーバーシュタイン城校（ヘルマン・リーツ学校ビーベルシュタイン城）が続いて誕生する。
彼の田園教育塾は専ら経済的に豊かな家庭の師弟がほとんどであったため、彼は1914年、フェッケンシュテットに田園孤児院（Landwaisenheim）の新設を決意する。彼の後継者たちによってもさらに田園教育塾は次々に増え、1924年にはブーヘナウ城に、1941年にはヘルマン・リーツ学校ホーヘンヴェルダが新設された。
リーツは、ドイツの田園教育舎の創始者ではあるが、その後、グスタフ・ヴィネケン、パウル・ゲヘープ、そしてクルト・ハーンによっても更なる田園教育舎が作られていった。田園教育舎の出発点は、既存の市民社会に対する批判である。特に注目しなくてはならないのは、1933年から1945年の間の田園教育舎の動向である。この時期、こうした教育形態やその民族的、エリート志向的な動向は、国家社会主義の側から特に愛好され、推奨された教育形態となった。ただし、それは田園教育舎の推進者たちが、国家社会主義に加担したということではなく、クルト・ハーンのようにナチスの下でのドイツの教育政策を担当することを求められて、拒絶、最後は亡命したものもあるし、多くの田園教育舎の担い手はユダヤ系であったりする。
1911年、43歳でユッタ・フォン・ペーターゼンと結婚。1914年7月、第一次世界大戦が始まると、10月46歳で志願兵として従軍、マイニンゲン第32歩兵連隊に入隊する。1916年には、少尉に昇進。1917年、激務と過労で、悪性貧血にかかり除隊する。
ヘルマン・リーツは1919年ハウビンダで亡くなった。彼は、最後まで男女分別教育の擁護者であったが、彼により創始された教育塾は、その後男女共学になった。彼の学校は、今日まだなおヘルマン・リーツ学校として存続している。

## 著作
- Hermann Lietz: Des Vaterlandes Not und Hoffnung. Veckenstedt 1919
- Hermann Lietz: Lebenserinnerungen. Weimar 1935
- Hermann Lietz: Freseni. Veckenstedt (Harz) o.J.
- Hermann Lietz: Emlohstobba. Roman oder Wirklichkeit? Bilder aus dem deutschen Schulleben der Vergangenheit, Gegenwart oder Zukunft? Berlin 1897